# Liste der Statthalter und Präsidenten der Freien Stadt Fiume

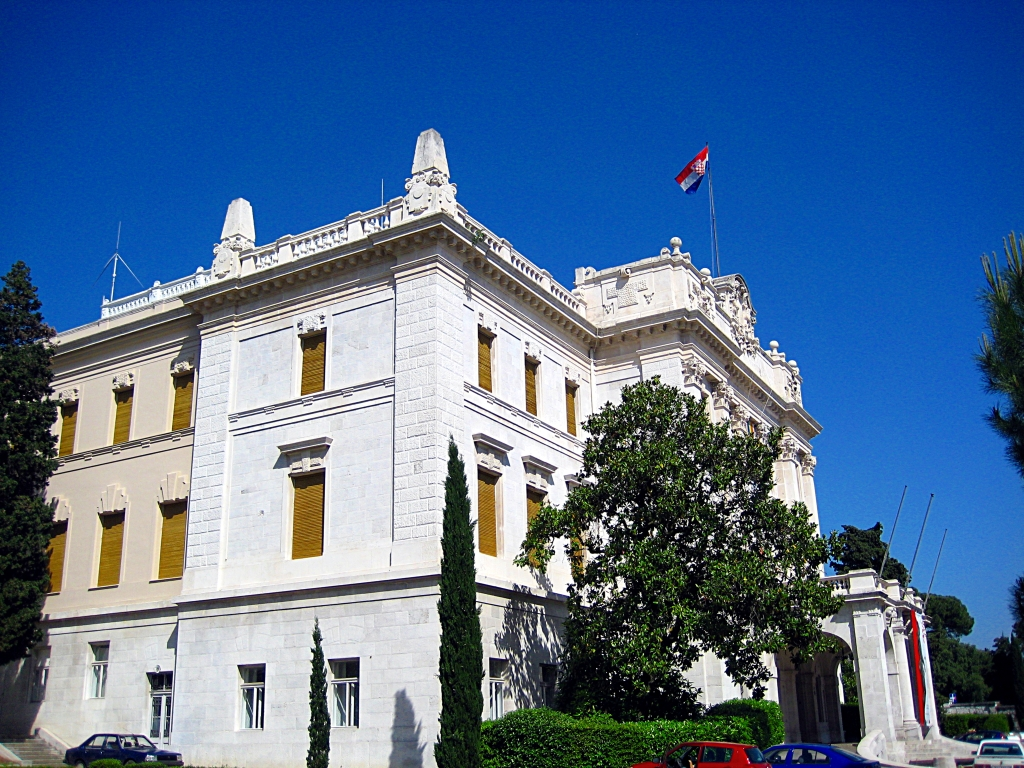
Statthalterpalast in Rijeka (1897)
Architekt Alajos Hauszmann, heute Historisches Museum des kroatischen Küstenlandes (PPMHP)

Dies ist eine Liste der Statthalter der Freien Stadt Fiume in der Funktion als Landeschef innerhalb Österreichs bzw. Ungarns (1776–1919) und der Präsidenten (d. h. Staatsoberhäupter) des souveränen Freistaat Fiume (1920–1924):

## Liste

### Statthalter
| Amtszeit                             | Amtsinhaber                                    | Anmerkungen           |
| Ungarische Oberhoheit                | Ungarische Oberhoheit                          | Ungarische Oberhoheit |
| ------------------------------------ | ---------------------------------------------- | --------------------- |
| 1776 – 1783                          | József Majláth Székhélyi, Statthalter          |                       |
| 1783 – 1788                          | Pál Almásy Zsadányi, Statthalter               |                       |
| 1788 – 1791                          | János Pétar Szápáry, Statthalter               |                       |
| Illyrische Provinzen                 |                                                |                       |
| 1809 – 1809                          | Marc Bryd                                      |                       |
| 1809 – 1810                          | François-Casimir Du Val de Chassenon de Curzay |                       |
| 1810 – 1811                          | Marie Méry de Contades                         |                       |
| Ungarische Oberhoheit                |                                                |                       |
| 1822 – 1823                          | György Majláth, Statthalter                    |                       |
| 1823 – 1837                          | Ferenc Ürményi, Statthalter                    |                       |
| 1837 – 1847                          | Pál Kiss Nemeskéri, Statthalter                |                       |
| 1847 – 1848                          | János Erdödy, Statthalter                      |                       |
| Kroatische Oberhoheit                |                                                |                       |
| 1848 – 1851                          | Josip Bunjevac                                 |                       |
| 1851 – 1852                          | Josip Rusnov                                   |                       |
| 1852 – 1856                          | Herbert Kellersperg                            |                       |
| 1856 – 1862                          | Karl von Hohenwart-Gerlachstein                |                       |
| 1862 – 1866                          | Herman von Sterneck                            |                       |
| Ungarische Oberhoheit                |                                                |                       |
| 6. April 1867 – 29. Juli 1870        | Ede Cseh Szentkatolna                          |                       |
| 29. Juli 1870 – 5. Dezember 1872     | József Zichy, Statthalter                      |                       |
| 26. Februar 1873 – 1. November 1883  | Géza Szapáry, Statthalter                      |                       |
| 1. November 1883 – 6. März 1892      | Ágost Zichy, Statthalter                       |                       |
| 6. März 1892 – 2. Oktober 1896       | Lajos Batthyány, Statthalter                   |                       |
| 2. Oktober 1896 – 14. Juli 1897      | Rezsö Abele Lilienberg, Statthalter            |                       |
| 14. Juli 1897 – 23. November 1897    | Tibor Hatvan, prov. Statthalter                | 1. Term               |
| 23. November 1897 – 2. August 1903   | László Szapáry, Statthalter                    |                       |
| 2. August 1903 – 10. Dezember 1903   | Tibor Gaal Hatvan, prov. Statthalter           | 2. Term               |
| 10. Dezember 1903 – 17. Februar 1905 | Ervin Roszner, Statthalter                     |                       |
| 17. Februar 1905 – 17. Oktober 1905  | Tibor Gaal Hatvan                              | 3. Term               |
| 17. Oktober 1905 – 26. Dezember 1905 | Pál Szapáry, Statthalter                       |                       |
| 26. Dezember 1905 – 24. Mai 1906     | Tibor Gaal Hatvan, prov. Statthalter           | 4. Term               |
| 4. April 1906 – 29. April 1906       | György Károlyi, Statthalter                    |                       |
| 24. Mai 1906 – 7. Dezember 1909      | Sándor Nákó, Statthalter                       |                       |
| 7. Dezember 1909 – 13. November 1910 | István Wickenburg Capelló                      |                       |
| 13. November 1910 – 31. Juli 1917    | István Wickenburg Capelló, Statthalter         |                       |
| 31. Juli 1917 – 28. Oktober 1918     | Zoltán Jekelfalussy, Statthalter               |                       |
| Alliierte Verwaltung                 |                                                |                       |
| 28. Oktober 1918 – 29. Oktober 1918  | Zoltán Jekelfalussy, Statthalter               |                       |
| 29. Oktober 1918 – 17. November 1918 | Rikard Lenac                                   |                       |

### Präsidenten
| Amtszeit                               | Amtsinhaber                            | Anmerkungen                            |
| Italienische Oberhoheit                | Italienische Oberhoheit                | Italienische Oberhoheit                |
| -------------------------------------- | -------------------------------------- | -------------------------------------- |
| 17. November 1918 – 8. September 1920  | Antonio Grossich, Präsident            |                                        |
| 14. September 1919 – 8. September 1920 | Gabriele D’Annunzio                    |                                        |
| Italienische Regentschaft am Quarnero  |                                        |                                        |
| 8. September 1920 – 29. Dezember 1920  | Gabriele D’Annunzio                    |                                        |
| 29. Dezember 1920 – 31. Dezember 1920  | Riccardo Gigante, Präsident            |                                        |
| Freistaat Fiume                        |                                        |                                        |
| 31. Dezember 1920 – 27. April 1921     | Antonio Grossich, Vorsitzender         |                                        |
| 27. April 1921 – 28. April 1921        | Riccardo Gigante, Präsident            |                                        |
| 28. April 1921 – 13. Juni 1921         | Salvatore Bellasich                    |                                        |
| 13. Juni 1921 – 1921                   | Antonio Foschini                       |                                        |
| 1921 – 5. Oktober 1921                 | Luigi Amantea                          |                                        |
| 5. Oktober 1921 – 4. März 1922         | Riccardo Zanella, Präsident            |                                        |
| 4. März 1922 – 9. März 1922            | Nationale Verteidigungskommission      |                                        |
| 9. März 1922 – 16. März 1922           | Giovanni Giuriati                      |                                        |
| 17. März 1922 – 17. September 1923     | Attilio Depoli                         |                                        |
| 17. September 1923 – 16. März 1924     | Gaetano Giardino                       |                                        |
| 16. März 1924                          | An das Königreich Italien angegliedert | An das Königreich Italien angegliedert |